# Private Eyes
Private Eyes — десятый альбом американского дуэта Hall & Oates, выпущенный в сентябре 1981 года под лейблом RCA. Альбом стал не только одним из главных дисков для самого успешного в истории США поп-дуэта, но и одним из заметных явлений музыки десятилетия, определившим новый[уточнить] стиль голубоглазый соул (Blue-eyed soul). Он объединил в себе жанры поп, рок, R&B и соул. Два сингла с этого альбома достигли № 1 в хит-параде Billboard Hot 100 в США: «Private Eyes» и «I Can’t Go for That (No Can Do)».

## История
Запись альбома велась в марте-июне 1981 года в Нью-Йорке с участием продюсера и звукоинженера Neil Kernon. Соавторами многих песен альбома стали Sara Allen (подруга Холла, стюардесса и автор песен) и её младшая сестра Janna Allen (умерла от лейкемии в 1993 году). Песни «Head Above Water» и «Looking for a Good Sign» были посвящены группе Temptations.
Несмотря на то, что следующий альбом дуэта H2O имел ещё более крупный коммерческий успех, многие критики рассматривают диск Private Eyes как их наиболее креативный и главный пик карьеры, прежде всего по его влиянию на музыкальную культуру.

## Список композиций
1. «Private Eyes» (Sara Allen, Janna Allen, Daryl Hall, Warren Pash) — 3:39
2. «Looking For A Good Sign» (Hall) — 3:57
3. «I Can't Go for That (No Can Do)» (S. Allen, Hall, John Oates) — 5:09
4. «Mano A Mano» (Oates) — 3:56
5. «Did It In A Minute» (S. Allen, J. Allen, Hall) — 3:39
6. «Head Above Water» (S. Allen, Hall, Oates) — 3:36
7. «Tell Me What You Want» (S. Allen, Hall) — 3:51
8. «Friday Let Me Down» (S. Allen, Hall, Oates) — 3:35
9. «Unguarded Minute» (S. Allen, Hall, Oates) — 4:10
10. «Your Imagination» (Hall) — 3:34
11. «Some Men» (Hall) — 4:15
12. «Your Imagination» (12' Version) *
13. «I Can’t Go for That (No Can Do)» (12' Version) *

- Треки 12 & 13 были бонусами на переиздании 2004 года (BMG Re-release).

## Позиции в чарте
Альбом достиг № 5 в Billboard 200, а по продажам в итоге получил платиновый статус RIAA. Большой популярностью пользовались синглы с этого альбома, два из которых достигли № 1 в хит-параде Billboard Hot 100 в США: «Private Eyes» и «I Can’t Go for That (No Can Do)». Оба сингла приобрели золотой статус RIAA. Кроме того, сингл в десятку лучших вошёл сингл «Did It in a Minute.» Необычным явлением стало то, что сингл «I Can’t Go for That (No Can Do)» на неделю возглавил «чёрный» хит-парад US R&B музыки — редчайший случай для «белых» исполнителей. Также он был № 1 в танцевальном чарте US Dance.

### Еженедельный чарты
| Чарт (1981)                            | Высшая позиция |
| -------------------------------------- | -------------- |
| Australian Albums (Kent Music Report)  | 27             |
| Канада (RPM Top Albums/CDs)            | 14             |
| Нидерланды (Album Top 100)             | 13             |
| Новая Зеландия (RMNZ)                  | 9              |
| Швеция (Sverigetopplistan)             | 17             |
| Великобритания (UK Albums Chart)       | 8              |
| США (Billboard 200)                    | 5              |
| США (Billboard Top R&B/Hip-Hop Albums) | 11             |

### Сертификации
| Регион | Сертификация | Продажи    |
| --- | ------------ | ---------- |
| Канада (Music Canada) | Платиновый   | 100 000^   |
| Великобритания (BPI) | Серебряный   | 60 000^    |
| США (RIAA) | Платиновый   | 1 000 000^ |
| * Данные о продажах приведены только на основе сертификации. ^ Данные о тиражах приведены только на основе сертификации. |              |            |

## Синглы
| #  | Title                             | Hot 100 | UK singles |
| -- | --------------------------------- | ------- | ---------- |
| 1. | «Private Eyes»                    | 1       | 32         |
| 2. | «I Can't Go for That (No Can Do)» | 1       | 8          |
| 3. | «Did It in a Minute»              | 9       | -          |
| 4. | «Your Imagination»                | 33      | -          |

## Участники записи
- Daryl Hall: вокал, гитары, мандолина, клавишные, синтезаторы, перкуссия
- John Oates: гитары, клавишные, синтезаторы, вокал
- Jerry Marotta: ударные, перкуссия
- Jimmy Maelen: перкуссия
- Charles DeChant: клавишные, саксофон
- Larry Fast: программирование синтезатора
- Ray Gomez: Guitars
- Mickey Curry: ударные, перкуссия
- John Siegler: Bass
- G.E. Smith, Jeff Southworth: дополнительные электро- и акустические гитары
- John Jarett: бэк-вокал
- Chuck Burgi: ударные, перкуссия